# Alminar de San Sebastián
El alminar de San Sebastián es un minarete que originalmente formó parte de una mezquita y posteriormente de la desaparecida Iglesia de San Sebastián de Ronda, en la provincia de Málaga, España. 

## Descripción
La torre es de planta cuadrada y tiene tres cuerpos de altura, los dos primeros son de construcción árabe y el más alto, se añadió posteriormente, después de la reconquista, para colocar las campanas. El cuerpo bajo es de piedra, y en su frente de poniente se abre una puerta con dintel adovelado, alternando dovelas rehundidas, y con la cara a haces. El dintel está rebordeado por doble cinta formando lazo, conservando restos de los embutidos de barro vidriado de color verde. Los muros inferiores son de sillería y concluyen en los cuatro frentes a distnta altura. El resto de la edificación emplea el ladrillo. 
En su parte Oeste se abre una puerta adintelada, bordeada con una doble cinta de piedra en la que se insertan restos de cerámica vidriada de color verde oscuro. Sirve de acceso a una reducida estancia con bóveda de arista y arcos ciegos de herradura en los muros. La entrada a la parte alta del alminar se haría a través de la desaparecida mezquita. El segundo cuerpo está constituido por un paño rectangular, remetido, en el que se abren dos ventanas de arco de herradura. Esta parte conserva algunos restos de decoración de ladrillos recortados dibujando rombos. El tercer y último cuerpo, de construcción cristiana, posee unos huecos adintelados en sus cuatro frentes y está cubierto a cuatro aguas.